# 辛村乡 (静乐县)
辛村乡，是中华人民共和国山西省忻州市静乐县下辖的一个乡镇级行政单位。

## 行政区划
辛村乡下辖以下地区：
李家沟村、段家岩村、青龙山村、窑儿坪村、柴水村、马圈滩村、北湖庄村、管进村、柴水岩村、奥偏梁村、化林湾村、石茄沟村、辛村、张家庄村、东马坊村、马尾沟村、腰庄村、老坡地村、附马滩村、庄王沟村和乔儿沟村。